# Shahrestān di Savojbolagh
Lo shahrestān di Savojbolagh (farsi شهرستان ساوجبلاغ) è uno dei 4 shahrestān della provincia di Alborz, in Iran.
Il capoluogo è Hashtgerd (شهر ری). Lo shahrestān è suddiviso in 3 circoscrizioni (bakhsh): 
- Centrale (بخش مرکزی)
- Chendar (بخش چندار), capoluogo Kuhsar.
- Cheharbagh (بخش چهارباغ)